# Patricia Martínez Augusto
Patricia Martínez Augusto (* 15. März 1990 in Ponferrada) ist eine  ehemalige spanische Fußballspielerin. Die Stürmerin spielte zuletzt für ASPTT Albi in der Division 1 Féminine, der höchsten Spielklasse im französischen Frauenfußball.

## Auszeichnungen
- wertvollste Spielerin des Torneo del Atlántico: 2007
- führende Torschützin des Torneo del Atlántico: 2007
- beste Torschützin (Trofeo Quini): 2007, 2008[3]

## Spielstatistik
Die Tabelle enthält die Spiele bei ASPTT Albi.
| Stand: Karriereende 2018 | Stand: Karriereende 2018 | Liga Division 1 | Liga Division 1 | Coupe de France | Coupe de France | Gesamt | Gesamt |
| Saison                   | Verein                   | S               | T               | S               | T               | S      | T      |
| ------------------------ | ------------------------ | --------------- | --------------- | --------------- | --------------- | ------ | ------ |
| 2014/15                  | ASPTT Albi               | 6               | 1               |                 |                 | 6      | 1      |
| 2015/16                  | ASPTT Albi               | 18              | 5               |                 |                 | 18     | 5      |
| 2016/17                  | ASPTT Albi               | 21              | 0               | 1               | 0               | 22     | 0      |
| 2017/18                  | ASPTT Albi               | 8               | 0               | 2               | 3               | 10     | 3      |
|                          | Summe                    | 53              | 6               | 3               | 3               | 56     | 9      |